# Antonio José Cavanilles
Antonio José Cavanilles (Valença, 16 de janeiro de 1745 — Madri, 5 de maio de 1804) foi um botânico, naturalista e geólogo espanhol. 

## Publicações
- Observations de M. l'abbé Cavanilles sur l'article Espagne de la Nouvelle Encyclopédie (1784)
- Monadelphiae Classis Dissertationis (1785)
- Observaciones sobre la Historia Natural, Geografía, Agricultura, población y frutos del Reyno de Valencia (1795-1797)
- Icones (1797)